# Buguggiate
Buguggiate là một đô thị ở tỉnh Varese trong vùng Lombardia, có cự ly khoảng 45 km về phía tây bắc của Milan và khoảng 6 km southvề phía tây của Varese. Tại thời điểm ngày 31 tháng 12 năm 2004, đô thị này có dân số 3.261 người và diện tích là 2,6 km².
Buguggiate giáp các đô thị: Azzate, Brunello, Gazzada Schianno, Varese.